# Slats Long
Don "Slats" Long (Wichita, 6 december 1906 - 12 maart 1964) was een Amerikaanse jazz-klarinettist.
Eind jaren twintig, begin jaren dertig speelde hij met Cass Hagan, Ed Farley en Mike Riley. Daarna verhuisde hij naar New York, waar hij werkte met Red Norvo, Chauncey Morehouse, Vincent Lopez  en Bud Freeman. Begin jaren veertig speelde hij bij Bobby Hackett en de filmcomponist Raymond Scott. In 1943 stapte hij uit de muziekbusiness. Hij keerde terug naar Wichita, waar hij tot zijn dood werkte bij een vliegtuigbouwer. Hij overleed aan de gevolgen van een hartaanval.